# In Concert: I Can’t Stop Loving You
In Concert: I Can’t Stop Loving You – koncertowy album amerykańskiego muzyka Raya Charlesa, wydany w 2005 roku. Na płycie znajdują się takie hity Charlesa, jak m.in. "Busted", "What’d I Say", "Hit the Road Jack" oraz "I Can’t Stop Loving You", a także "America the Beautiful" w interpretacji muzyka oraz cover "I Can See Clearly Now" Johnny’ego Nasha. Ten sam koncert ukazał się również na DVD o tym samym tytule.

## Lista utworów
| 1.  | "Introduction"                                        | 1:04  |
|     |                                                       |       |
| 2.  | "Riding Thumb" (Crofts, Seals)                        | 3:05  |
|     |                                                       |       |
| 3.  | "Busted" (Howard)                                     | 2:16  |
|     |                                                       |       |
| 4.  | "Georgia on My Mind" (Carmichael, Gorrell)            | 4:14  |
|     |                                                       |       |
| 5.  | "Oh, What a Beautiful Morning" (Hammerstein, Rodgers) | 4:51  |
|     |                                                       |       |
| 6.  | "Some Enchanted Evening" (Hammerstein, Rodgers)       | 5:02  |
|     |                                                       |       |
| 7.  | "Hit the Road Jack" (Mayfield)                        | 4:20  |
|     |                                                       |       |
| 8.  | "I Can’t Stop Loving You" (Gibson)                    | 4:01  |
|     |                                                       |       |
| 9.  | "Take These Chains from My Heart" (Heath, Rose)       | 3:11  |
|     |                                                       |       |
| 10. | "I Can See Clearly Now" (Nash)                        | 4:50  |
|     |                                                       |       |
| 11. | "What’d I Say" (Charles)                              | 6:07  |
|     |                                                       |       |
| 12. | "America the Beautiful" (Bates, Ward)                 | 2:50  |
|     |                                                       |       |
|     |                                                       | 45:51 |
|     |                                                       |       |